# (16062) Buncher
(16062) Buncher est un astéroïde de la ceinture principale.

## Description
(16062) Buncher est un astéroïde de la ceinture principale. Il fut découvert le 14 juillet 1999 à Socorro (Nouveau-Mexique) par le projet LINEAR. Il présente une orbite caractérisée par un demi-grand axe de 2,30 UA, une excentricité de 0,06 et une inclinaison de 9,5° par rapport à l'écliptique.

## Compléments